# غينيا الاستوائية
غينيا الاستوائية (بالإسبانية: Guinea Ecuatorial) أو رسمياً جمهورية غينيا الإستوائية (بالإسبانية: República de Guinea Ecuatorial)، وعُرفت سابقاً باسم غينيا الإسبانية (بالإسبانية: Guinea española) أو الكاميرون الإسبانية (بالإسبانية: Camerún español)، هي دولة في وسط أفريقيا من أصغر دول القارة مساحة. تحدها الكاميرون من الشمال والغابون من الشرق والجنوب ومن الغرب خليج غينيا. تعد غينيا الاستوائية الدولة الإفريقية السوداء الوحيدة التي لغتها الرسمية هي الإسبانية.

## الإثالة
غينيا الاستوائية هو الاسم الذي اعتمدته غينيا الإسبانية - المعروفة سابقاً في بعض الأحيان باسم الكاميرون الإسبانية - بعد نيلها الاستقلال عن الاستعمار الإسباني، وأصله موقعها في خليج غينيا، وقربها من شمال خط الاستواء.

## تاريخ

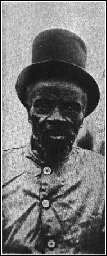
الملك مالابو دي بيوكو سنة 1930

في 1471 اكتشف البحار البرتغالي، فرناندو بو، الجزيرة، التي تحمل اليوم اسمه، ودعاها "فورموزا"، أي الجميلة. كان يقطن في الجزيرة قبائل البوبي، التي قدمت من داخل القارة، والتي تمت بصلة قربى مع قبائل الدوالا، في الكاميرون. ويشكل البوبي، اليوم، أقلية بين سكان الجزيرة، بسبب هجراتهم المتزايدة، منذ أواخر القرن التاسع عشر. حوالي 1493، أعلن دون خوان الثاني ملك البرتغال لنفسه لقب سيد غينيا، في 1494، احتل البرتغاليون الجزر المتبقية وتحولت إلى مراكز للتجارة بالرقيق. استمرت جزيرة فرناندورو من الممتلكات البرتغالية، حتى عام 1778، حين تخلَّت البرتغال عنها لمصلحة إسبانيا، مقابل حصولها من إسبانيا على جزيرة سانت كاترين ومستعمرة ساكرمنتو، اللتين كانتا موضع نزاع بين لشبونة ومدريد. وفي الوقت نفسه، اعترفت البرتغال لإسبانيا، بحق الاتجار مع سكان شواطئ خليج غينيا. وبعد خمس سنوات من احتلال الإسبان جزيرة فرناندوربو، لم يبقَ على قيد الحياة، في الجزيرة، سوى 22 من أصل 150 إسبانيّاً، شكّلوا الحملة البحرية الإسبانية التي نزلت في الجزيرة.
وفي القرن التاسع عشر، نازع الإنجليز الإسبانيين، ملكة الجزيرة، ووصلتها حملة بريطانية عام 1827، أقامت فيها، بحجة تشكيل محكمة تدين الذين يخالفون قوانين تجارة العبيد. ولكن، إنجلترا اضطرت إلى الانسحاب منها عام 1832، أمام اعتراضات مدريد الشديدة والمتكررة. ثم عرضت إنجلترا على إسبانيا شراء الجزيرة، إلا أن إسبانيا رفضت العرض، وسيرت حملةً بحرية، عام 1843، كان من نتيجتها أن احتلت، إضافة إلى جزيرة فرناندوبو، جزر كوديسكو، وايلوبي، وانوبون. وأول عمل إداري لجأت إليه السلطات الإسبانية، كان طرد المرسلين البروتستانت، الذين قدموا إلى الجزيرة مع دخول الإنجليز إليها. واعترف مؤتمر برلين، عام 1885، لإسباني بالشاطئ، الواقع بين ريوكامبو وريو موني، الذي يشكِّل، اليوم، الحدود الشمالية والجنوبية لجمهورية غينيا الاستوائية، كما اعترف المؤتمر لها بمناطق داخلية. غير أن معاهدة باريس، عام 1900، بين فرنسا وإسبانيا، أعطت فرنسا مناطق شاسعة، في ريو موني، ضمتها إلى مستعمراتها في الجابون.
في عام 1959، قررت مدريد منح مستعمراتها، في أفريقيا السوداء، نظام المقاطعات الإسبانية، الذي كان معمولاً به بالنسبة لمستعمرات أخرى خارج إفريقيا. وفي عام 1963، قرر الرئيس الإسباني فرانكو، فجأة، أثناء انعقاد المؤتمر الأول لمنظمة الوحدة الإفريقية، في أديس أبابا، إلغاء الاستعمار الإسباني، تدريجياً، ومنح الاستقلال الذاتي للمقاطعتين، فرناندوبو وريو موني، اللتين اندمجتا في كيانٍ إداريٍّ واحد. وبذلك، اُسقط في يد التنظيمات السياسية، التي كانت تتحرك في الخارج، وتطالب بالاستقلال، وكان على رأسها: الفكرة الشعبية لغينيا الاستوائية، التي اتخذت من العاصمة الكاميرونية، ياوندي، مركزاً لها، والحركة الوطنية لتحرير غينيا الاستوائية، التي كان يتزعمها اتانازيو ندونج من الفانج، أكبر المجموعات العرقية في غينيا الاستوائية، والتي اختارت مدينة الجزائر، مركزاً لعملها. وعلى أثر خلافٍ بين التنظيمين، اختارت الحركة الوطنية لتحرير غينيا الاستوائية القبول بقيام مؤسسات جديدة، تجسدت بتشكيل حكومة أفريقية، عام 1994، يرأسها بونيفاسيو آوندو يدوم، زعيم تنظمٍ مقرب من إسبانيا، هو حركة الاتحاد الوطني لغينيا الاستوائية.
في 7 مارس 2004 تم اعتقال في مطار عاصمة زيمبابوي 64 من المرتزقة مشبوه فيهم بالتخطيط لانقلاب في غينيا الاستوائية، اعتقل بعدها ابن مارغريت ثاتشر في جنوب أفريقيا، الممول للعملية، هدفت المحاولة إلى الإطاحة بالرئيس تيودورو اوبيانغ نغيما واستبداله بالمعارض سيفيرو موتو نسا، الذي أدين مرارا بتنفيذ محاولات انقلاب والمسجون حاليا في مدريد بتهمة تهريب أسلحة إلى مالابو.

## جغرافيا

### الموقع
يقع قسم منها في البر الأفريقي، وقسم آخر، مكوَّن من عدة جزر، مقابل الشاطئ الكاميروني. يقع القسم البري منها، المسمى ريو موني، في وسط القارة الإفريقية، على المحيط الأطلسي، ويحدُّه الكاميرون شمالاً، والجابون، شرقاً وجنوباً.

### المناخ
مناخه استوائي، ومعدل درجات حرارته 26 درجة مئوية. عدد الجزر خمسة هي: بيوكو وكورسكو وإلوبى شيكو وإلوبى الكبرى وأنوبون ومالابو، وتقع عاصمتها في جزيرة بيوكو، وتسمى العاصمة مالابو.

### السطح
السطح في الجزء الأساسي من الدولة مستوي ومغطى بالغابات ويروي نهر إمبيني 60 % من مساحة الأرض أما جزيرة بيوكو فهي بركانية الأصل وجبلية ومغطاة بالأشجار وذات شاطئ صخري وأعلى قمة بها هي قمة سانتا ايزابيل 3.008 متر (9.869 قدم) والجزيرة تتمتع بتربة بركانية خصبة وتروى بالمياه من عدة مجار مائية وتوجد بعض البحيرات بالجبال.
رغم أن 46% من الأراضي ما زالت مغطاة بالغابات حسب تقديرات 1993، تظهر مشكلة التصحر مع زيادة الإنتاج الزراعي بالرغم من تزايد عائد البترول.

## السياسة
يحكم غينيا الاستوائية تيودورو اوبيانج نجوما مباسوغو منذ 1979 أثر انقلاب دموي أطاح بالحاكم السابق (والأول لغينيا الاستوائية منذ الاستقلال عن إسبانيا) فرانسيسكو ماسياس نجوما. تم محاكمة فرانسيسكو عن الممارسات القمعية والإعدامات الجماعية التي كانت تتم خلال فترة حكمة وتم إعدامه في 29 سبتمبر 1979 رمياً بالرصاص.
يمتلك أوبيانج، وفقاً للدستور الذي تم تصديقه عام 1982، صلاحيات واسعة منها تعيين وإقصاء أعضاء البرلمان، سن القوانين بالأمر المباشر، حل البرلمان والمطالبة بانتخابات تشريعية.
تم التصديق على الدستور الجديد عام 1982 وفي نفس الوقت تم انتخاب أوبيانج لفترة رئاسية مدتها 7 سنوات. تم إعادة انتخاب أوبيانج عام 1989 في انتخابات كان فيها المرشح الوحيد.
رغم السماح للأحزاب لممارسة العمل السياسي في 1991، تم إعادة انتخاب أوبيانج عامي 1996 و2002 في انتخابات وصفها المراقبون الدوليون بانها مزورة.
يستقطع الرئيس جزءاً كبيراً من ميزانية الدولة لنفسه، بينما يعيش نصف مليون مواطن على دولار واحد للفرد في اليوم. الصرف الصحي يسيل في شوارع العاصمة مالابو ولا يوجد نقل جماعي عام ويوجد القليل من مياه الشرب والكهرباء.
يتميز الوضع الأمني الجنائي بالاستقرار وانخفاض حالات السرقة بالإكراه نظراً للتواجد المستمر لقوات الشرطة والجيش في الشارع ليلاً ونهاراً، كما يتميز الوضع الأمني السياسي بالاستقرار أيضاً فلا توجد حركات معارضة مسلحة في البلاد، ويتميز نظام الحكم بالقوة والسيطرة علي مقاليد الحكم دون منازع.

### التقسيمات الإدارية

محافظات غينيا الاستوائية

تقسم غينيا الاستوائية إلى سبع محافظات هي:
- 1. محافظة أنوبون (Annobón Province)
  2. محافظة بيوكو نورته (Bioko Norte Province)
  3. محافظة بيوكو سور (Bioko Sur Province)
  4. محافظة سينترو سور (Centro Sur Province)
  5. محافظة كيه-نتيم (Kié-Ntem Province)
  6. محافظة ليتورال (Litoral Province)
  7. محافظة ويل-نزاس (Wele-Nzas Province)

## السكان
تعد مجموعة البيوكو، وأكثرهم من البوبي والفيرناندينوس، أكبر المجموعات العرقية في جمهورية غينيا الاستوائية. ثم يأتي الريو موني ؛ ثم الأوروبيون، ولا يتعدى عددهم 1000 نسمة، معظمهم من الإسبان. تغير تعداد السكان من 486,060 نسمة في يوليو 2001، 498,144 نسمة في يوليو 2002 و 510,473 نسمة (يوليو 2003).

### الديانات
| ديانات في غينيا الاستوائية | ديانات في غينيا الاستوائية | ديانات في غينيا الاستوائية | ديانات في غينيا الاستوائية | ديانات في غينيا الاستوائية |
| -------------------------- | -------------------------- | -------------------------- | -------------------------- | -------------------------- |
| الديانة                    | الديانة                    |                            | نسبة مئوية                 | نسبة مئوية                 |
| مسيحية                     | مسيحية                     |                            | 93%                        | 93%                        |
| ديانات أصلية محلية         | ديانات أصلية محلية         |                            | 5%                         | 5%                         |
| أخرى                       | أخرى                       |                            | 2%                         | 2%                         |

93% من السكان مسيحيون، (87%) من الكاثوليك وأقلية ومن البروتستانت ومذاهب أخرى. 5% يتبعون ديانات محلية، 2% مسلمون وبهائيون.

## الاقتصاد

### الزراعة
أثناء الثمانينيات، كان الاقتصاد يعتمد بشكل كبير على الإنتاج الزراعي، حيث كان الكاكاو والبن والأخشاب هي مجالات الاقتصاد الرئيسية ومصدر العملة الصعبة، كان يعتمد الاقتصاد أساساً على الزراعة. وتشمل المحاصيل الغذائية الرئيسية الموز والبطاطا الحلوة. وتتوافر منتجات محلية مثل الكاكاو حيث يصدر منه حوالي 90% وهذه النسبة تأتي من بيوكو. كما أن مهنة صيد الأسماك تنتشر وخاصة حول الجزر.

### المعادن
ومن موارد الثروة الطبيعية يوجد خام الحديد والتيتانيوم والمنجنيز واليورانيوم والذهب غير المستخلص.

### البترول
أما الآن، فقد صارت أكثر من 90% من الصادرات تخص قطاع البترول، بوصولها إلى معدل نمو 65% سنة 2001، تعتبر أسرع الاقتصادات نموا في إفريقيا، رابع أكبر دولة مستقطبة للاستثمار الأمريكي في دول إفريقيا جنوب الصحراء الكبرى، بعد جنوب أفريقيا ونيجيريا وأنغولا.
والسبب وراء الشهرة التي اكتسبتها هو اكتشاف البترول الذي ظل غير مكتشف حتى منتصف التسعينيات. وقد زاد إنتاج البترول أكثر من عشرة أضعاف منذ عام 1996، ويتوقع أن يزيد الإنتاج هذا العام إلى 2000 ألف برميل متوسط إنتاج يومي.

### النقل
ويوجد حوالي 1,160كم من الطرق البرية. والموانئ الرئيسية هي باتا ولوبا وملابو ومبيني. وهناك مطاران دوليان.

#### نقل جوي
جميع الخطوط الجوية المسجلة في غينيا الاستوائية تظهر على لائحة الخطوط الممنوعة في الاتحاد الأوروبي وذلك لأسباب أمنية. لكن مؤخرا بدأت فرنسا بالسماح لطائراتها بالوصول لغينيا الاستوائية

## التعليم في غينيا الاستوائية

### المدارس
نظام دراسي إسباني، ويتم تدريس المناهج الدراسية باللغة الإسبانية، وتشرف إسبانيا على مراحله التعليمية المختلفة، كما أن شهادة الثانوية العامة التي تمنحها وزارة التعليم الغينية معترف بها في إسبانيا وتؤهل الحاصل عليها للالتحاق بالجامعات الإسبانية بدون معادلة.

### الجامعات
توجد في البلد جامعة واحدة، وهي الجامعة الوطنية لغينيا الاستوائية (UNGE)، يقع الحرم الجامعي في مالابو، وكلية الطب في
باتا. كلية الطب تدعمها بشكل رئيسي دولة كوبا، والتي تتكلف بالأساتدة والأطباء. كما تتوفر البلاد على مقر للجامعة الوطنية الإسبانية للتعليم عن بعد، تتمتع بمراكز في مالابو وباتا.

## الثقافة
العديد من المنظمات الثقافية تتمركز في البلاد، الغرض الأساسي منها هو تعزيز القراءة والكتابة، معظم الدعم المالي في هذا الشأن يأتي من الحكومة الإسبانية.

## الرياضة
تأسس اتحاد غينيا الاستوائية لكرة القدم عام 1960، وانضم للاتحاد الدولي لكرة القدم عام 1986، وأبرز إنجازات غينيا الاستوائية هو قرار تنظيمها لأمم أفريقيا عام 2012 بالاشتراك مع الغابون وأيضاً استضافتها لنفس البطولة سنة 2015 بدلاً من المملكة المغربية، ومن أشهر لاعبي غينيا الاستوائية هو رودولفو بوديبو دياز مهاجم ديبورتيفو لاكورونيا الإسباني.

## وصلات خارجية
- الموقع الرسمي لحكومة غينيا الاستوائية (بالإسبانية والإنجليزية)
- حقوق الإنسان في جمهورية غينيا الاستوائية العفو الدولية.